# Десять зим за одне літо
«Десять зим за одне літо» — радянський художній фільм у чотирьох новелах 1969 року, знятий режисером Валеріу Гажіу на кіностудії «Молдова-фільм».

## Сюжет
У чотирьох новелах розповідається про мешканців молдавського села Редю-Маре.
Штефан, у минулому передовий скотар, повернувся з армії і застав неприємні для себе зміни. Його кохана дівчина вийшла заміж.
Родом із Редю-Маре й герой другої новели — силовий жонглер Іон Чокану.
Третя новела розповідає про молодого сільського священика. Любов до випадково зустрінутої дівчини, що виникла в ньому, пробудила потяг до «мирського» життя. Але Валентина їде.
Завершує фільм розповідь про Тулбареля, веселого і мудрого старого. Він присутній у всіх інших новелах.

## У ролях
- Костянтин Константинов — Тулбарел
- Григоре Григоріу — Штефан
- Земфіра Цахілова — Санда
- Михайло Волонтир — Іліє
- Ада Лундвер — Ванда
- Валентин Гуцу — Іон Чокану
- Алфредс Віденієкс — ілюзіоніст
- Думітру Фусу — священник
- Наталія Кустинська — Валентина
- Наталія Сайко — Тінкуца
- Іон Аракелу — Тодаріке
- Михайло Бадікяну — Онак
- Аркадій Плачинда — Костаке
- Олександр Милютин — Никаноров
- Думітру Маржине — адміністратор цирку
- Павло Винник — секретар сільради
- Л. Апініс — епізод
- Володимир Богату — циркач
- Вадим Вільський — епізод
- А. Глєбов — епізод
- Домніка Дарієнко — епізод
- Є. Дика — епізод
- Володимир Зайчук — епізод
- В. Іванчук — епізод
- Зоя Ісаєва — епізод
- Катерина Казимирова — дружина Петра
- Василь Кіку — сват
- Олга Круміня — епізод
- Міхай Курагеу — епізод
- Клавдія Лепанова — епізод
- Андрій Нагіц — епізод
- М. Озола — епізод
- Віктор Плотников — епізод
- Васіле Райлян — епізод
- Григорій Русу — епізод
- Клавдія Снєгіна — епізод
- Георге Унгуряну — епізод
- Олександр Фріденталь — редактор
- А. Фричинський — епізод
- К. Якілшин — епізод
- Олександр Гордон — епізод
- Іон Музика — епізод
- Карп Якишин — епізод
- Гавриїл Чіботару — епізод
- Юхим Лазарев — епізод
- Іон Горя — епізод
- Ніколає Даріє — епізод

## Знімальна група
- Режисер — Валеріу Гажіу
- Сценаристи — Валеріу Гажіу, Всеволод Єгоров
- Оператор — Леонід Проскуров
- Композитор — Євген Дога
- Художник — Станіслав Булгаков